# Patrick Okala
Patrick Okala – nigeryjski piłkarz grający na pozycji bramkarza. W swojej karierze grał w reprezentacji Nigerii.

## Kariera klubowa
W swojej karierze Okala grał w klubie Enugu Rangers.

## Kariera reprezentacyjna
W reprezentacji Nigerii Okala zadebiutował w 1984 roku. W tym samym roku powołano go do kadry na Puchar Narodów Afryki 1984, na którym rozegrał trzy mecze: grupowe z Ghaną (2:1) i z Malawi (2:2) i z Algierią (0:0) oraz finałowy z Kamerunem (1:3). Z Nigerią wywalczył wicemistrzostwo Afryki. W kadrze narodowej grał do 1987 roku.